# 拉季爾卡
48°50′31″N 23°4′33″E / 48.84194°N 23.07583°E
拉季爾卡（烏克蘭語：Латірка），是烏克蘭西部的村莊，隸屬外喀爾巴阡州的穆卡切沃區。該村面積2.36平方公里，海拔高度622米，2001年人口599，人口密度每平方公里253.92人。